# Ertis
Ertis (en kazajo: Ертіс; y en ruso: Иртышск) es una ciudad del norte de la provincia de Pavlodar, Kazajistán, cerca de la frontera con Rusia, a orillas del curso medio del río Irtish —el principal afluente del Obi. Su población en el año 2009 era de 7700 habitantes.

## Referencias

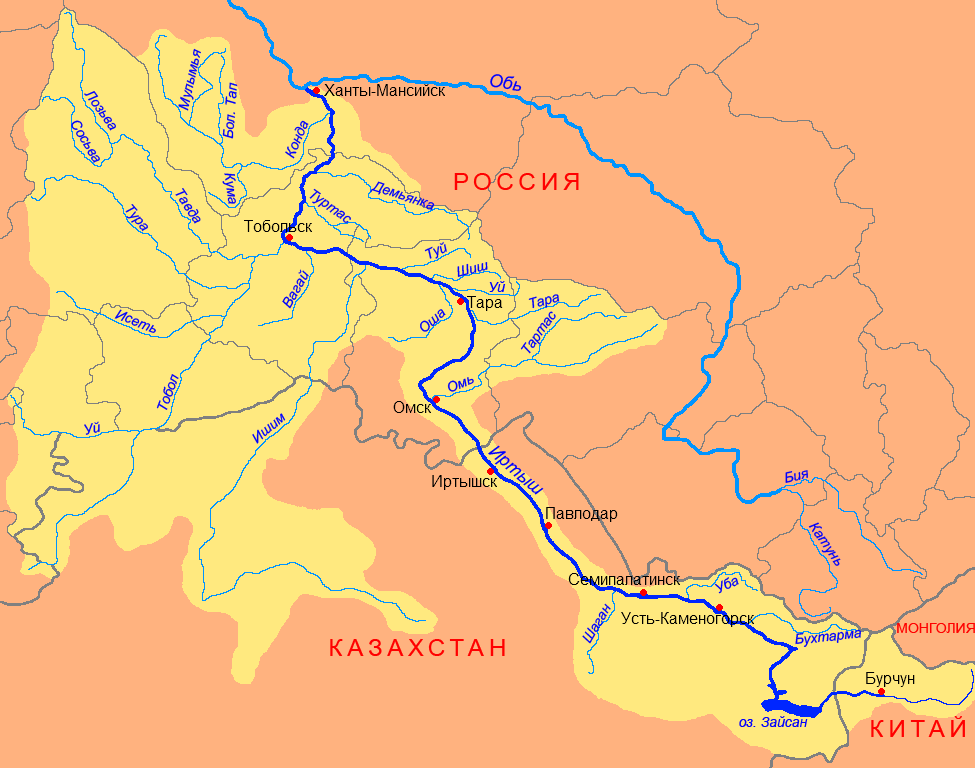
Mapa en ruso del río Irtish (Иртыш) —el principal afluente del Obi— en el que aparece en su curso medio Ertis (Иртышск)